# Des Moines (Washington)
Des Moines is een plaats (city) in de Amerikaanse staat Washington, en valt bestuurlijk gezien onder King County.

## Demografie
Bij de volkstelling in 2000 werd het aantal inwoners vastgesteld op 29.267.
In 2006 is het aantal inwoners door het United States Census Bureau geschat op 28.992, een daling van 275 (-0,9%).

## Geografie
Volgens het United States Census Bureau beslaat de plaats een oppervlakte van
16,4 km², geheel bestaande uit land. Des Moines ligt op ongeveer 107 m boven zeeniveau.